# 백전초등학교 (강원)
백전초등학교는 대한민국 강원특별자치도 정선군에 있는 공립 초등학교이다.

## 학교 연혁
- 1952.06.05 선동국민학교 백전분교장 개교
- 1963.03.01 백전국민학교 개교
- 1968.05.01 용소분교장 개교
- 1996.03.01 백전초등학교로 개명
- 1998.05.30 백전관 설립
- 2008.02.28 학교도서관 활성화 사업실시
- 2008.03.01 용소분교장 폐교(1학급)
- 2014.02.13 제51회 졸업식 거행(졸업생 총 858명)
- 2015.03.01 제28대 박호규 교장선생님 취임
- 2015.03.01 4학급 편성

## 참고 자료
- 백전초등학교 - 한국교육학술정보원 학교알리미